# ベンガルヤマネコ属
ベンガルヤマネコ属 (Prionailurus) は、哺乳綱食肉目ネコ科に分類される属の一つ。別名プリオナイルルス属。
マライヤマネコ（マレーヤマネコ）やスナドリネコなどのアジア産ヤマネコ類を含む。日本ではベンガルヤマネコの亜種として対馬にツシマヤマネコ（アムールヤマネコ）、西表島にイリオモテヤマネコが生息する。

## 分類
ネコ科現生種の分子系統樹推定によれば、本属はマヌルネコ（Otocolobus属）とともにLeopard cat lineageを構成する。Leopard cat lineageの姉妹群であるDomestic cat lineage（ネコ属）とはおよそ725万年前に分岐したと考えられている。
IUCN SSC Cat Specialist Group (2017) では以下の5種を認めている。和名は今泉 (1988) および川田ら (2018) に、英名はIUCN SSC Cat Specialist Group (2017) に従う。
- Prionailurus bengalensis ベンガルヤマネコ Mainland leopard cat
- Prionailurus javanensis Sunda leopard cat
- Prionailurus planiceps マライヤマネコ Flat-headed cat
- Prionailurus rubiginosus サビイロネコ Rusty-spotted cat
- Prionailurus viverrinus スナドリネコ Fishing cat